# Clintoniet

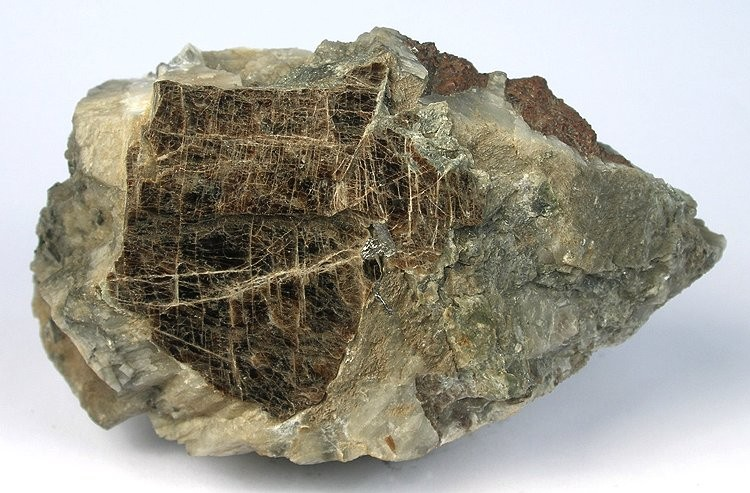
Clintoniet

Het mineraal clintoniet is een fyllosilicaat, een verbinding met calcium, magnesium en aluminium en twee hydroxylgroepen met molecuulformule Ca(Mg,Al)3(Al3Si)O10(OH)2. Het is een mica. Het mineraal is naar DeWitt Clinton (1769-1828) genoemd, die gouverneur van de staat New York in de Verenigde Staten is geweest. Het mineraal is daar in 1843 gevonden. Het is doorzichtig tot doorschijnend, het heeft geen duidelijke kleur of is geel, groen of rood tot roodbruin, het heeft een parelglans en een witte streepkleur. Het heeft een monoklien kristalstelsel en de splijting is perfect volgens het kristalvlak [001]. Clintoniet heeft een massadichtheid van 3,05 kg/l, de hardheid is 4 tot 5 en het is niet radioactief. Clintoniet is een mica die voornamelijk in kalksteen voorkomt, dat is geserpentiniseerd en in silica-houdende gesteenten die een contactmetamorfose hebben ondergaan. De typelocatie van het mineraal is dus de staat New York, maar het is ook in Alaska gevonden.